# Аксакал

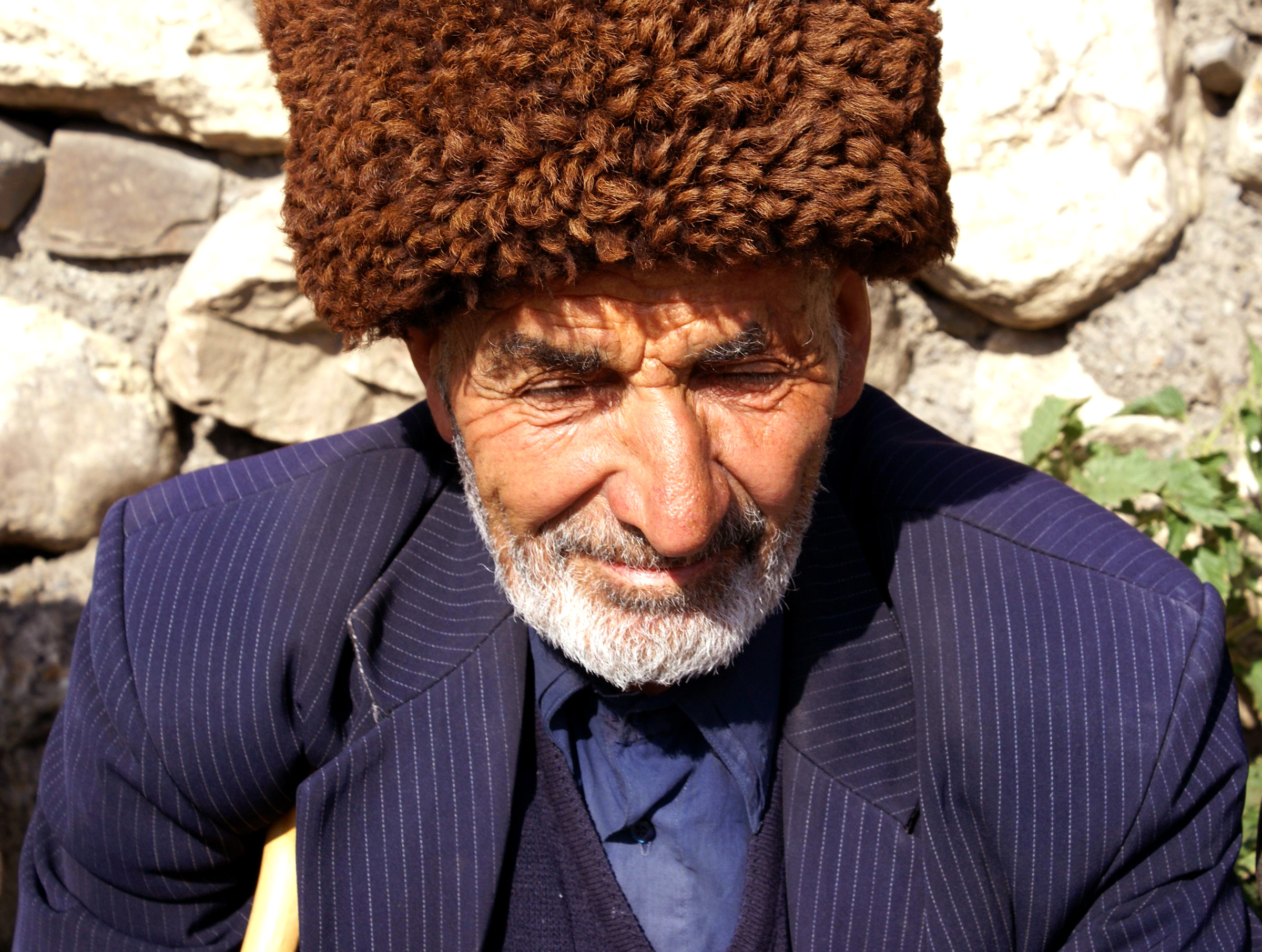
Аксакал з Хиналигу в Азербайджані

Аксакáл (від тюрк. ак білий та сакал борода) — у тюркських народів первісно голова роду, старійшина, в феодальні часи — представник старої патріархальної знаті. Пізніше — виборний староста, а також шанована людина. Термін використовується в Середній Азії та на Кавказі.

## Етимологія
Походить від ак — білий + сакал — борода. Слово запозичено українською мовою з тюркських у XIX ст.

## Назви людини певного віку
У казахському суспільстві для кожного віку людини є своя назва. Новонародженого називали шакалак (кизил шака — червоношкірий малюк), дитину до року — сабі, бопє, від 2 до 3 років — булдіршин, підлітка 13-15 років — єрєсєк бала, 16-19 років — бозбала (юнак), бойжеткєн (дівчина). Чоловіка 30-40 років називають єркєк, орда бузар (чоловік у розквіті сил), одружену жінку — кєліншек, а неодружену — карі киз (стара діва). До 45 років чоловік досягає віку, коли до нього вже дослуховуються — наступає вік карасакал (чорнобородий, чоловік зрілого віку). У цьому віці, як вважається, з досвідом приходить і мудрість. До 70 років карасакал досягає статуса аксакала.